# Laura (film 1944)
Laura – amerykański film kryminalny (film noir) z 1944 roku na podstawie powieści Very Caspary.

## Fabuła
Policyjny detektyw prowadzi śledztwo w sprawie zabójstwa pięknej i bogatej dziewczyny Laury Hunt. Jednak poszlaki, na które natrafia, są ze sobą sprzeczne.

## Główne role
- Gene Tierney – Laura Hunt
- Dana Andrews – detektyw Mark McPherson
- Clifton Webb – Waldo Lydecker
- Vincent Price – Shelby Carpenter
- Judith Anderson – pani Ann Treadwell
- Dorothy Christy – kobieta
- Lane Chandler – detektyw
- Terry Adams – kobieta
- Grant Mitchell – Lancaster Corey
- Cy Kendall – inspektor
- Dorothy Adams – Bessie Clary, pokojówka Laury
- Aileen Pringle – kobieta